# Michel Clarque
Michel Clarque – nowokaledoński piłkarz, grający na pozycji bramkarza, trener piłkarski.

## Kariera piłkarska

### Kariera klubowa
Występował w miejscowych klubach.

### Kariera reprezentacyjna
Bronił barw narodowej reprezentacji Nowej Kaledonii.

## Kariera trenerska
W 2002 prowadził narodową reprezentację Nowej Kaledonii. Obecnie trenuje Hienghène Sport.

## Sukcesy i odznaczenia

### Sukcesy trenerskie
- zdobywca Pucharu Nowej Kaledonii: 2013 (z Hienghène Sport)